# Décembre 1912

## Situation
- Fondation au Caire du parti de la décentralisation administrative ottomane, essentiellement par des émigrés syro-libanais, comme des membres de grandes familles syriennes tels les ‘Azm ou des réformistes musulmans comme Rashid Rida. Son programme consiste essentiellement à l’octroi de réformes décentralisatrices pour la Syrie, proche de l’autonomie ou bien dans le cadre d’une fédération avec l’Égypte[1].
- L’Allemagne parvient à faire renouveler la Triple-Alliance, par anticipation.
- 8 décembre : conseil de guerre en Allemagne : pour Moltke et Guillaume II d'Allemagne, la guerre est inévitable. Tirpitz souhaite attendre pour terminer la base sous-marine d’Heligoland. Le chancelier Bethmann-Hollweg, qui n’a pas participé au conseil, impose son point de vue : obtenir la neutralité anglaise, préparer économiquement et psychologiquement l’Allemagne à la guerre.
- 11 décembre : le Français Roland Garros bat le record d'altitude avion à Tunis : 5 610 m sur un « Morane-Saulnier ».
- 12 décembre : à Issy-les-Moulineaux, le « siège éjectable » du baron d'Odkolek est expérimenté. Un mannequin est éjecté d'un aéroplane en vol grâce à un petit canon.
- 16 décembre :
  - La flotte ottomane est battue à la bataille d'Elli par la Grèce à l'entrée des Dardanelles.
  - L’Empire ottoman ayant demandé un armistice, une conférence internationale pour la paix s’ouvre à Londres. Les Turcs abandonnent la Macédoine et acceptent l’indépendance de l’Albanie.
- 18 décembre : le Français Roland Garros vole 285 km au-dessus de la mer (Méditerranée) entre Tunis (Tunisie) et Trapani (Sicile) ; nouveau record du genre.
- 21 décembre : le Français Roland Garros bat le record de distance en avion au-dessus de la mer : 415 km entre Trapani (Sicile) et Santa Eufenia (Italie).
- 22 décembre : le Français Roland Garros bat le record de distance en avion au-dessus de la mer : 500 km entre Naples et Rome (Italie).
- 31 décembre : la Coupe Michelin n'est pas attribuée en 1912.

## Naissances
- 3 décembre : Choi Jeonghui, auteure sud-coréenne († 21 décembre 1990).
- 21 décembre : Paul Meurisse, acteur français († 19 janvier 1979).